# Königin-Marien-Schacht
Der Königin-Marien-Schacht oder Schacht Königin Marie – im Volksmund Marienschacht – war ein Förderschacht des Oberharzer Blei- und Zinkbergbaues auf dem Burgstätter Gangzug in Clausthal-Zellerfeld im Oberharz (Niedersachsen). Benannt ist er nach der Gattin des Hannoverschen Königs Georg V.; Königin Marie.

## Geschichte
Der saigere Königin-Marien-Schacht wurde 1856 abgeteuft und war 769 m tief. Er hatte anfangs einen rechteckigen Querschnitt und war, typisch für die Schächte im Oberharz mit Holz ausgebaut. Ab ca. 1913 erhielt der Schacht einen vor den alten Holzausbau gesetzten Betonausbau, so dass zwei ovale Schachtöffnungen verblieben. Der Marienschacht ersetzte die älteren im Erzgang stehenden, tonnlägigen Förderschächte des Oberen Burgstätter Reviers, z. B. Grube Dorothea und Grube Caroline. Zwischen 1865 und 1892 war er der bedeutendste Förderschacht in diesem Bezirk. Die Förderung erfolgte durch ein wasserkraftbetriebenes Kehrrad, welches in einer untertägigen Radstube platziert war.
Von 1874 bis 1912 fuhren die Bergleute auf einer dampfangetriebenen Fahrkunst in die Gruben ein. Diese Fahrkunst war aus Stahl gefertigt und die großzügig bemessenen Tritte jeweils zwischen zwei Gestängen angebracht. Damit sollte erstmals das gleichzeitige Ein- und Ausfahren ermöglicht werden, was sich jedoch infolge der gegenseitigen Behinderung nicht bewährte.
Nach Anschluss an die Tiefste Wasserstrecke und Einbau zweier Wassersäulenmaschinen übernahm der Schacht im Jahr 1877 die zentrale Wasserhaltung des Burgstätter Reviers. Das auf der Sumpfstrecke gesammelte Wasser wurde auf den Ernst-August-Stollen (Tiefe Wasserstrecke) gehoben. Von dort floss es über das Gefälle zum Mundloch in Gittelde ab.
Ende des 19. Jahrhunderts wurden die in der Grube Bergmannstrost (Altenau) abgebauten Erze auf der tiefsten Strecke des Königin-Marien-Schachtes zunächst zur Grube Anna Eleonore, später ausschließlich zum Kaiser-Wilhelm-Schacht mithilfe einer pressluftbetriebenen Grubenbahn gefördert und dort auf den Ernst-August-Stollen gehoben. Am Kaiser-Wilhelm-Schacht wurden die Erze in eine Schachtfüllrolle gekippt und letztere bei Bedarf in Förderwagen entleert.
Nach Einstellung des Bergbaus 1930 diente der Schacht noch zur Bewetterung des Grubenkraftwerkes im Kaiser-Wilhelm-Schacht in Clausthal. Nach Aufgabe der Stromerzeugung 1980 wurde der Schacht 1982 durch 60 m Beton verschlossen.

### Anbindung an Wasserlösungsstollen
An den Schacht sind folgende Wasserlösungsstollen in der jeweiligen Teufe angebunden:
- 19-Lachter-Stollen (66 Lachter bzw. 127 m)
- 13-Lachter-Stollen (77 Lachter bzw. 148 m)
- Tiefer Georg-Stollen (146 Lachter bzw. 281 m)
- Ernst-August-Stollen (202 Lachter bzw. 387 m)
- Tiefste Wasserstrecke (323 Lachter bzw. 621 m)

## Technische Denkmäler, Spuren
Die Tagesanlagen befanden sich östlich des Neubaugebietes der Universität Am Marienschacht. Auf dem Gelände stehen noch das Zechenhaus und einige Nebengebäude, die heute im Privatbesitz sind.

## Technische Beschreibung der pressluftbetriebenen Grubenbahn
Auf der 1,1 km langen Strecke fuhr eine Pressluftlokomotive. Diese bestand aus einem 2 Kubikmeter Druckluft fassenden Druckbehälter und einer zweizylindrigen Pressluftmaschine, deren Kolben auf eine doppeltgekröpfte Triebachse arbeiteten. Der Druckbehälter fasste 30 atm. Die Lokomotive hatte ein Gewicht von 5141 kg und konnte 10 Wagen mit je 1250 kg Gewicht bei einer Geschwindigkeit von 9 km/h ziehen.
Nach jeder Fahrt musste der Druckbehälter neu befüllt werden, was 10 Minuten in Anspruch nahm. Für diesen Vorgang befand sich am Kaiser-Wilhelm-Schacht ein weiterer Druckbehälter, der mit einem Drucklufterzeuger über eine Rohrleitung verbunden war. Insgesamt gab es 14 Fahrten pro Schicht, wodurch fast 2,5 Stunden für die Wiederbefüllung des Druckbehälters der Lokomotive verlorengingen.
Die Betriebskosten der Pressluftbahn betrugen 0,3925 Mark/Tonnenkilometer. Der Zeitverlust je Schicht, das hohe Eigengewicht der Lok (welches fast 30 % des Zuges ausmachte), sowie Verschlechterung der Wetter durch Abgase machten eine Umstellung auf eine elektrische Grubenbahn attraktiv, wie sie später auch auf der Tiefsten Wasserstrecke zum Einsatz kam. Die Betriebskosten nach der Umstellung führten bei geschätzten 0,225 Mark/Tonnenkilometer zu einer jährlichen Ersparnis von 4000 Mark bei 5000 Mark Investitionskosten. Die Bahn musste aber zukünftig tiefer liegen, weshalb man bis Ende 1905 100 m unterhalb der Pressluftbahn die 19. Strecke des Kaiser-Wilhelm-Schachtes dicht an den Königin-Marien-Schacht vorgetrieben hatte.